# Amar Ammour
Pour l’article homonyme, voir Mohamed Ammour.
Amar Ammour (en arabe : عمار عمور), né le 10 septembre 1976 à Aïn El Hadjel (M'Sila), est un ancien footballeur international algérien.
Il compte trois sélections en équipe nationale entre 2002 et 2006.

## Biographie
Amar Ammour connaît sa première sélection en équipe nationale A d'Algérie le 25 janvier 2003 face à l'Ouganda, marquant à cette occasion son premier but en sélection. Ce milieu très technique ne participe qu'à peu de matchs avec son pays à cause de blessures répétitives.
Il commence le football à 18 ans au club de son village, le MCB Aïn Hadjel, avant de rejoindre le MC Alger en 1996, où il a passer deux saisons sans jouer beaucoup de matchs. Il change de club et joue au SA Mohamadia club de division 1, il rétrograde en division 2 à sa première saison et joue l'année suivante en D2, avant de rejoindre l'ASM Oran, où il a fait une excellente saison et devient l'un des meilleurs joueurs du championnat. Il rejoint l'USM Alger en juin 2002, où il explose en remportant un doublé historique à sa première saison en marquant dix buts en championnat et en remportant le Ballon d'Or algérien du Buteur et l'Étoile d'Or du meilleur joueur du championnat.
Après une année extraordinaire, Ammour déçoit pour sa seconde saison pour cause de blessures ; il remporte la coupe d'Algérie à la fin de la saison.
Ammour n'est pas au meilleur de son niveau pendant les saisons suivantes même si l'USM Alger écrase le championnat pendant la saison 2004-2005.
Il passe la plus grande partie de la saison 2005-2006 blessé, l'USMA se classe 2e du championnat et perd la finale de coupe d'Algérie face au Mouloudia d'Alger.
L'année suivante, le chouchou des Usmistes revient peu à peu à son meilleur niveau, il a fait une excellente fin de saison mais encore une fois l'USMA perd en finale de coupe d'Algérie contre le Mouloudia d'Alger ; c'est la deuxième saison que l'USMA n'a plus gagné de titres.
Les 2 années suivantes, Ammour est au meilleur de sa forme, il est l'un des meilleurs joueurs du pays mais sans pouvoir gagner de titres. Il quitte l'USM Alger pendant l'intersaison 2009 et signe chez le CA Bordj Bou Arreridj. Il passe une saison au CABBA où il fait quelques bonnes choses.
En 2010, il signe un contrat d'une année au profit du Mouloudia Club d'Alger, champion d'Algérie en titre où il n'a fait que quelques minces apparitions sans convaincre.
À la fin de la saison 2010-2011, il quitte le MCA pour rejoindre le Chabab Riadhi de Belouizdad et devient un élément important au sein de l’équipe type qui fait partie des prétendant pour remporter le championnat.

## Palmarès
- Champion d'Algérie en 2003 et 2005 avec l'USM Alger.
- Vice-champion d'Algérie en 2004 et 2006 avec l'USM Alger.
- Vainqueur de la Coupe d'Algérie en 2003 et 2004 avec l'USM Alger.
- Finaliste de la Coupe d'Algérie en 2006 et 2007 avec l'USM Alger.
- Finaliste de la Coupe d'Algérie en 2012 avec le CR Belouizdad.
- Finaliste de la Coupe nord-africaine des clubs champions en 2010 avec le MC Alger.
- 3 sélections et 1 but en équipe d’Algérie A.

### Distinctions personnel
- Ballon d'Or algérien en 2003.
- l'Etoile d'Or du Meilleur joueur  du championnat d'Algérie lors de la saison 2002-2003[2].

## Statistique en club
| Saison                | Club                  | Championnat           | Championnat | Championnat | Coupe(s) nationale(s) | Coupe(s) nationale(s) | Compétition(s) continentale(s) | Compétition(s) continentale(s) | Compétition(s) continentale(s) | Total | Total |
| Saison                | Club                  | Division              | M.          | B.          | M.                    | B.                    | Comp.                          | M.                             | B.                             | M.    | B.    |
| 1994-1995             | MCB Ain Hedjel        | ?                     | -           | -           | -                     | -                     | -                              | -                              | -                              | 0     | 0     |
| 1995-1996             | MCB Ain Hedjel        | ?                     | -           | -           | -                     | -                     | -                              | -                              | -                              | 0     | 0     |
| 1996-1997             | MC Alger              | 1                     | 2           | 0           | 0                     | 0                     | -                              | -                              | -                              | 2     | 0     |
| 1997-1998             | MC Alger              | 1                     | 2           | 0           | -                     | -                     | -                              | -                              | -                              | 2     | 0     |
| Sous-total            | Sous-total            | Sous-total            | 4           | 0           | 0                     | 0                     | -                              | -                              | -                              | 4     | 0     |
| 1998-1999             | SA Mohammadia         | 1                     | -           | -           | -                     | -                     | -                              | -                              | -                              | 0     | 0     |
| 1999-2000             | SA Mohammadia         | 3                     | -           | -           | -                     | -                     | -                              | -                              | -                              | 0     | 0     |
| Sous-total            | Sous-total            | Sous-total            | 0           | 0           | 0                     | 0                     | -                              | -                              | -                              | 0     | 0     |
| 2000-2001             | ASM Oran              | 1                     | 27          | 1           | 3                     | 2                     | -                              | -                              | -                              | 30    | 3     |
| 2001-2002             | ASM Oran              | 1                     | 28          | 4           | 1                     | 0                     | -                              | -                              | -                              | 29    | 4     |
| Sous-total            | Sous-total            | Sous-total            | 55          | 5           | 4                     | 2                     | -                              | -                              | -                              | 59    | 7     |
| 2002-2003             | USM Alger             | 1                     | 28          | 10          | 2                     | 0                     | C2+C1                          | 4+11                           | 2+1                            | 45    | 13    |
| 2003-2004             | USM Alger             | 1                     | 24          | 2           | 2                     | 0                     | C1                             | 7                              | 1                              | 33    | 3     |
| 2004-2005             | USM Alger             | 1                     | 19          | 1           | 1                     | 0                     | C1                             | 2                              | 2                              | 22    | 3     |
| 2005-2006             | USM Alger             | 1                     | 13          | 6           | 5                     | 1                     | C1                             | 3                              | 0                              | 21    | 7     |
| 2006-2007             | USM Alger             | 1                     | 25          | 3           | 6                     | 0                     | C1                             | 2                              | 0                              | 33    | 3     |
| 2007-2008             | USM Alger             | 1                     | 24          | 7           | 3                     | 2                     | ACL                            | 8                              | 2                              | 35    | 11    |
| 2008-2009             | USM Alger             | 1                     | 24          | 6           | 1                     | 1                     | ACL                            | 4                              | 1                              | 29    | 8     |
| Sous-total            | Sous-total            | Sous-total            | 157         | 40          | 20                    | 4                     | -                              | 41                             | 9                              | 218   | 53    |
| 2009-2010             | CA Bordj Bou Arreridj | 1                     | 26          | 2           | 3                     | 2                     | -                              | -                              | -                              | 29    | 4     |
| Sous-total            | Sous-total            | Sous-total            | 26          | 2           | 3                     | 2                     | -                              | 0                              | 0                              | 29    | 4     |
| 2010-2011             | MC Alger              | 1                     | 8           | 0           | 1                     | 0                     | -                              | -                              | -                              | 9     | 0     |
| Sous-total            | Sous-total            | Sous-total            | 8           | 0           | 1                     | 0                     | -                              | 0                              | 0                              | 9     | 0     |
| 2010-2011             | CR Belouizdad         | 1                     | 13          | 1           | 3                     | 1                     | -                              | -                              | -                              | 16    | 2     |
| 2011-2012             | CR Belouizdad         | 1                     | 26          | 2           | 6                     | 1                     | -                              | -                              | -                              | 32    | 3     |
| 2012-2013             | CR Belouizdad         | 1                     | 26          | 3           | 4                     | 1                     | UAFA                           | 3                              | 1                              | 33    | 5     |
| 2013-2014             | CR Belouizdad         | 1                     | 19          | 0           | 1                     | 0                     | -                              | -                              | -                              | 20    | 0     |
| Sous-total            | Sous-total            | Sous-total            | 87          | 6           | 14                    | 3                     | -                              | 3                              | 1                              | 104   | 10    |
| Total sur la carrière | Total sur la carrière | Total sur la carrière | 334         | 48          | 42                    | 11                    | -                              | 44                             | 10                             | 420   | 69    |